# 大滝ダム
大滝ダム（おおたきダム）は、奈良県吉野郡川上村、一級河川・紀の川本流上流部に建設されたダムである。
国土交通省近畿地方整備局紀の川ダム統合管理事務所が管理する高さ100メートルの重力式コンクリートダム。伊勢湾台風による紀の川の大水害を機に紀の川の治水と、上流の大迫ダムなどと共に奈良市・和歌山市などへの利水、および出力1万500キロワットの水力発電を目的とした特定多目的ダム法に基づく特定多目的ダムである。
計画以来地元の反対運動が激しく補償交渉が極めて長期化したほか、完成直前に貯水池斜面が地すべりを起こして対策に時間がかかるなど完成までに50年の歳月を費やした日本の長期化ダム事業の代表格である。2004年（平成16年）に利水目的の暫定供用を開始し、2012年（平成24年）6月に治水目的の供用が開始された。ダムによって形成された人造湖は、公募によりおおたき龍神湖と名付けられた。

## 概要

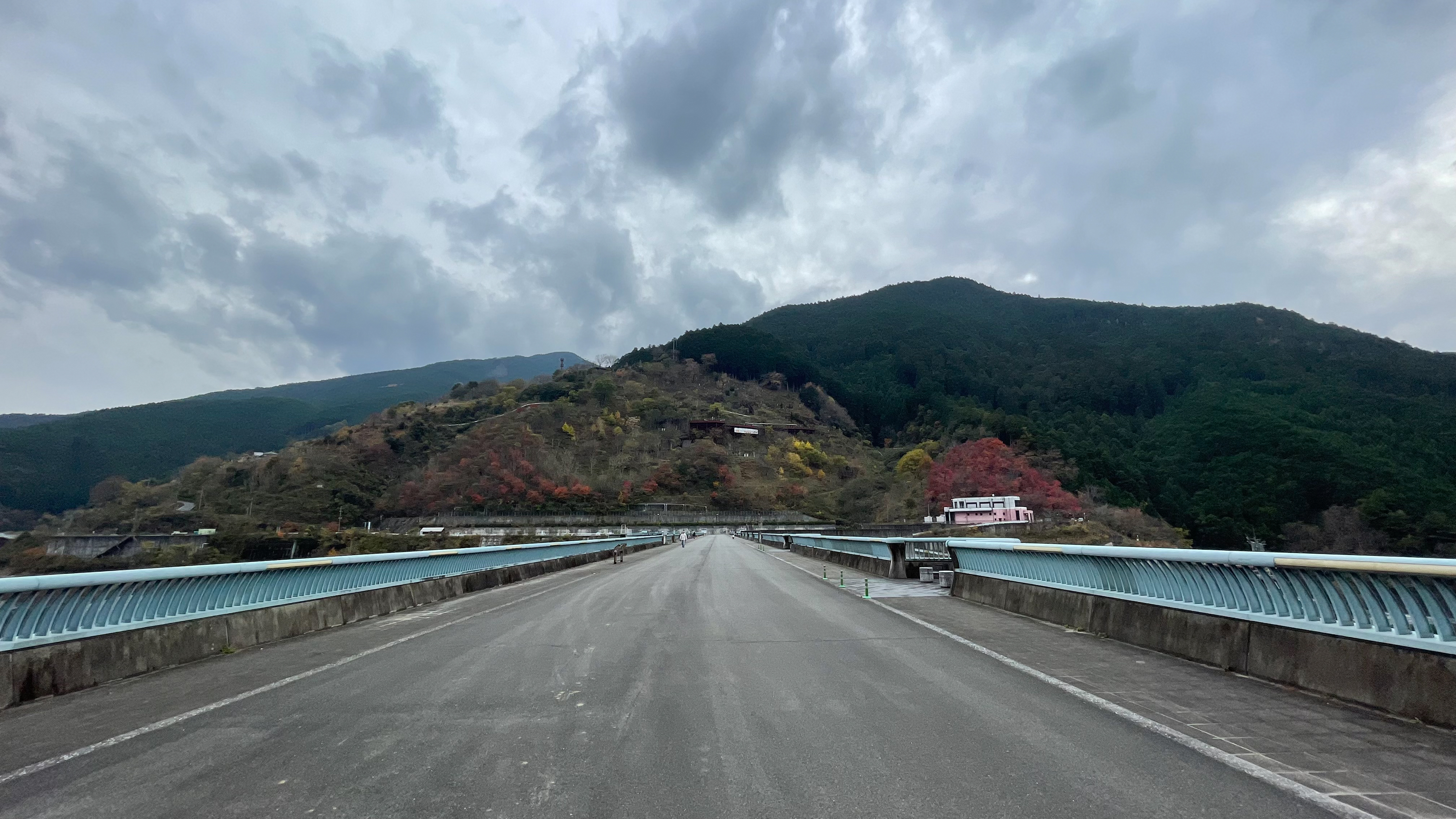
ダム上部

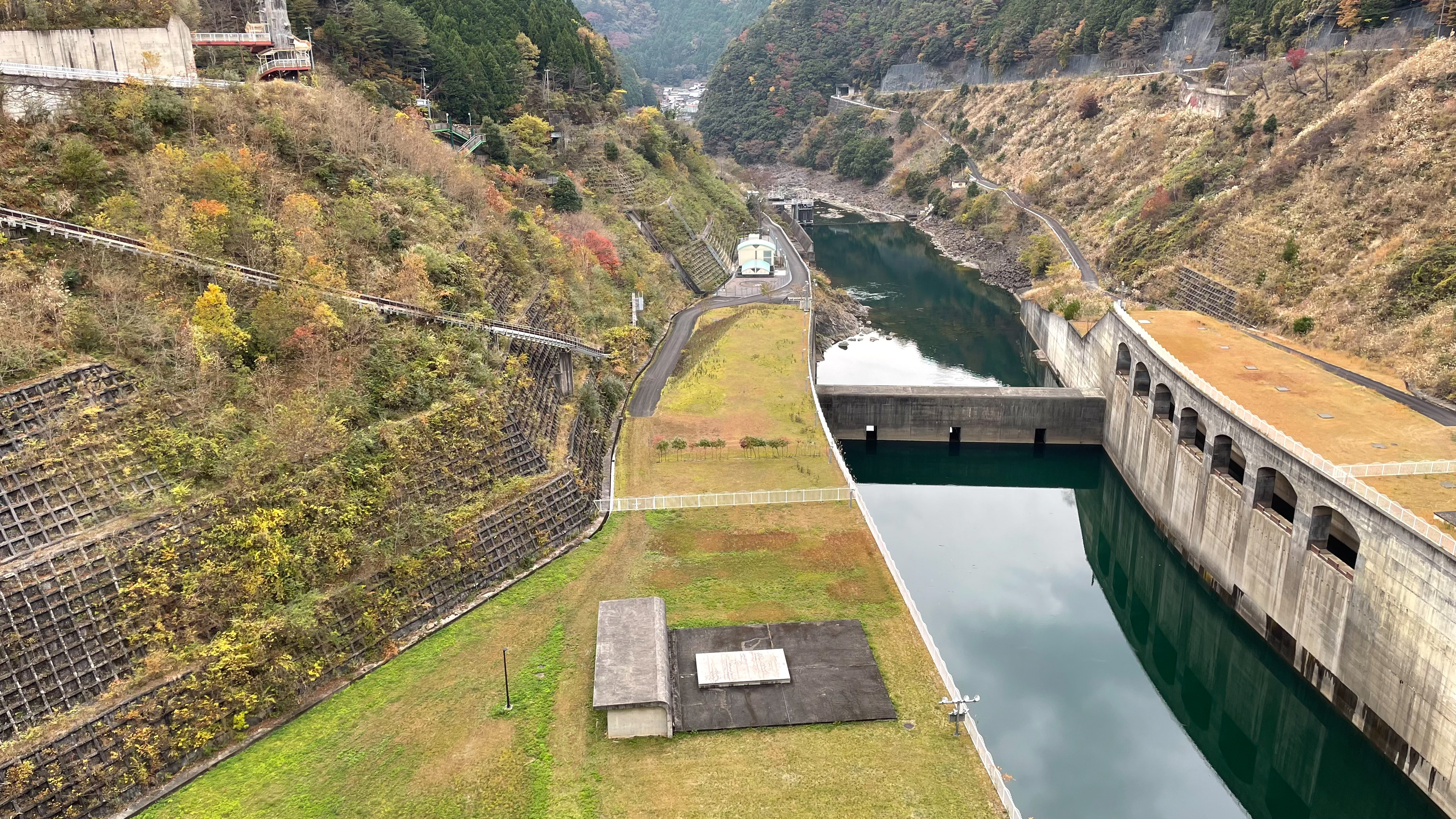
ダム内部から下流方向へ

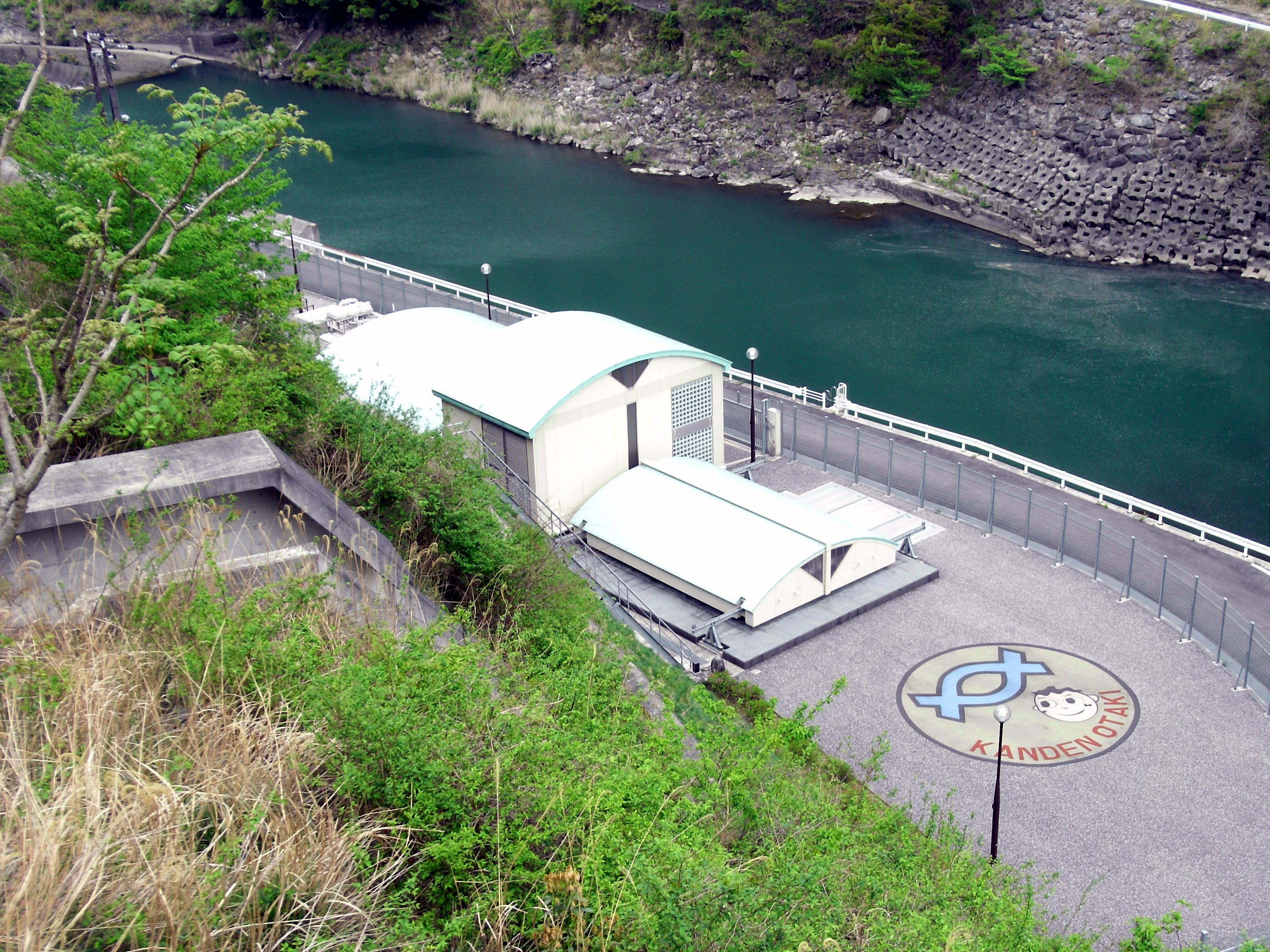
ダム直下左岸にある関西電力大滝発電所。

大滝ダムは堤高100.0mの重力式コンクリートダムである。ダム本体の設計も数度の変更があり、当初は非常用洪水吐5門・常用洪水吐4門を備えるダムであった。1980年（昭和55年）頃にはウイングダムが左岸に付いていた。その後ダムのデザインについて建設省は「大滝ダム景観検討委員会」を設置、専門家のみならず川上村住民にアンケート調査を行って、6種類のデザインについて検討を行った。この結果現在のデザインとなったが特徴的なのは非常用洪水吐上端部のアーチ型のデザインであり、アーチ橋をモチーフにしたものとなっている。これは住民の意見を取り入れた初めての試みでもある。また、建設中は左岸部の国道沿いに「学べる建設ステーション」を設け、ダム建設現場を間近で見学できるようにしている。このステーションはオープンから1,440日目に来場者が20万人を突破している。
大滝ダムは洪水調節、水道用水・工業用水の供給、発電、流水の正常な機能の維持を目的とする多目的ダムである。このうち不特定利水に関しては、大迫ダムと共に奈良県北部（奈良市・生駒市・大和郡山市・天理市・桜井市・宇陀市・香芝市・大和高田市・橿原市・葛城市・御所市・生駒郡・高市郡・北葛城郡）の11市15町村への上水道供給に加え和歌山市を含む和歌山県北部地域・橋本市への上水道供給、和歌山市沿岸工業地域への工業用水道供給を行っている。発電に関しては、関西電力大滝発電所があり認可出力10,500kWの水力発電に利用されている。なお、洪水調節については1974年に改訂された『紀の川水系工事実施基本計画』に基づき、流域の宅地化進展による治水安全度を高める為に150年に1度の確率で起こる水害に備える計画に合わせた。そして河口部に建設している紀の川大堰と統合的に運用することで、合理的な治水・利水を図ろうとしている。

## 沿革
紀の川では1949年（昭和24年）より『十津川・紀の川総合開発事業』による河川総合開発事業が進められ、川上村大迫地点に大迫ダムの建設が農林省（現・農林水産省）の手によって行われていた。ただし主目的は「吉野川分水」による灌漑整備という利水であり大迫ダムには洪水調節目的は無く、治水事業としてのダム計画は行われていなかった。建設省近畿地方建設局（現・国土交通省近畿地方整備局）は『紀の川改修計画』の第一次改訂計画を1954年（昭和29年）に策定し、堤防整備を中心とした河川整備を行っていた。
ところが1958年（昭和33年）8月25日の台風17号に引き続き、翌1959年（昭和34年）9月26日には伊勢湾台風が紀の川流域を襲い、壊滅的な被害を与えた。特に伊勢湾台風では『紀の川改修計画』で想定されたピーク時洪水流量（6,000トン/秒）を1,000トンも上回る7,000トン/秒の洪水流量を記録する過去最悪の洪水となり、多くの死傷者を出した。特に奈良県では前年の台風17号の災害復旧もままならない内に再度台風の被害を受け、歳入を大幅に超過する被害額となった。財政危機に見舞われた当時の奥田良三奈良県知事は、第33回国会災害地対策特別委員会第4号（昭和34年11月5日）の参考人招致において、『紀の川に多目的ダムを建設して欲しい』と切実に訴えた。
伊勢湾台風の洪水により紀の川の治水は根本的な変更を迫られた。建設省は1960年（昭和35年）に『紀の川修正総体計画』を策定、橋本市地点における計画ピーク時洪水流量を7,100トン/秒とし、その内2,700トン/秒をダムでカットする計画を立案した。ダム計画は当初大迫ダムに洪水調節目的を追加し、ダム堤高を11.0m引き上げ、総貯水容量も4倍にする計画変更を模索した。だが、大迫ダム嵩上げよりは新規のダム建設がより治水安全度が高まる事もあり、大迫ダム下流の川上村大滝に特定多目的ダムを建設する計画を1962年（昭和37年）に発表した。これが大滝ダムである。

## 強烈な反対運動～東の八ッ場、西の大滝～
大滝ダムが計画発表された当時、川上村では同じ地域に3ヶ所のダム計画が進められるという特異的な状況であった。既に1954年より大迫ダムの建設が開始されていたが、大滝ダムの他に奈良県営水力発電事業の一環として大迫ダム上流の川上村入之波地点に「入之波ダム計画」が進められていた。「入之波ダム計画」は後に大迫ダムに発電目的を加えることで計画中止となったが、大滝ダムについては村の中心部、399戸が完全に水没する他関連移転を含めると475世帯が移転を余儀無くされる。既に大迫ダムで151世帯が水没する上、これ以上のダム建設は村の存亡に関わるとして計画発表と同時に村を挙げての猛烈な反対運動が巻き起こった。
この時期は全国で激しいダム建設反対運動が巻き起こっていた。福島県では田子倉ダム（只見川）で「田子倉ダム補償事件」に代表される補償金額を巡る激しい攻防、九州では松原ダム（筑後川）・下筌ダム（津江川）建設を巡る日本のダムの歴史に残る反対運動・蜂の巣城紛争が起こり、「九地建代執行水中乱闘事件」のような流血沙汰に発展していた。そして大滝ダムでも地権者団体との交渉が持たれたが、完全な平行線を辿っていた。更に1967年（昭和42年）5月11日には大迫ダム予定地左岸で地滑りが発生し、安全性の観点からもダム建設は不適当として住民は反対の意思をより固くした。その上紀の川の漁業権を持つ吉野漁業協同組合・川上村漁業協同組合も猛然とダム建設に反対し、補償交渉は決裂に等しい状況に陥る。
1974年（昭和49年）、大迫ダムは完成したが大滝ダムの補償交渉は全く暗礁に乗り上げた。この頃、東日本では利根川水系吾妻川に計画されている八ッ場ダムを巡る群馬県吾妻郡長野原町の官民一体となった反対運動が展開され、大滝ダムと同じ状況が展開されていた。この事から、一向に事態が進展しないダム事業の代名詞として『東の八ッ場、西の大滝』という言葉が関係者の間に広まっていった。遂に建設省は補償交渉における団体交渉を諦め、異例とも言える水没者一人一人との個別交渉へと方針を転換した。さらに同年7月20日、蜂の巣城紛争を教訓に施行された水源地域対策特別措置法（水特法）の対象ダムとなり、特に大滝ダムは水没世帯数が多い事から補償金額の嵩上げ・移転時金利優遇などといったより厚い水没地域対策を講じる事が可能な「水特法9条等指定ダム」に指定された。
その後次第に補償に応じる住民が現れたが、個別交渉ゆえに事業は更に長期化した。止むを得ず土地収用法に基づく土地収用が行われた例もあったが、最終的には1996年（平成8年）頃までには概ね妥結するに至った。地域振興事業としては国道169号の整備を始め国道に沿った川上村官庁街の整備、村営ホテルや温泉宿泊施設の整備を行った。更に二十二社の一つとして平安時代中期に創建された由緒ある丹生川上神社上社が水没する事もあり、1998年（平成10年）に高台に遷座する作業が行われた。ところが移転後の跡地から遺跡が発見され、3年間に亘る発掘調査が行われた。この宮の平遺跡は縄文時代早期の大規模集落跡であり、この地は古代から人の住まう土地である事も判明した。
日本の長期化ダム事業の代表例として、長い年月をかけた補償は終了し、1996年よりダム本体工事に取り掛かることとなったが、ここに漕ぎ着けるまで実に34年の月日が過ぎ去っていた。

## 白屋地区地滑り問題
ダムは2002年（平成14年）に本体が完成し、試験湛水を行い2003年（平成15年）に完成する予定であった。しかし試験湛水中の4月25日、川上村白屋地区で斜面に亀裂が発見された。住民からの通報により国土交通省は直ちに計器類を設置するなど監視を行い、5月11日には試験湛水を中断した。だがその後も亀裂は拡大し、白屋地区では家屋に亀裂が入るなど深刻な状況となった。事態を重視した川上村・川上村議会・川上村議会ダム対策委員会は国土交通省に対し抜本的な対策を要望、7月には特に亀裂が深刻な6戸について仮設住宅への移転を開始した。
川上村の紀の川流域における地盤については、かねてから脆弱性が指摘されており、地滑りの危険性は1974年頃には既に金沢経済大学の吉岡金市や和田一雄らから問題提起されていた。実際に1967年には上流の大迫ダム建設地点で地滑りが発生しており、建設を強行しようとした農林省と川上村住民が小競り合いを起こしてもいた。建設省は地滑り対策について1999年（平成11年）に「貯水池斜面対策検討分科会」において深度50mまでのボーリング調査を行い、過去に地滑りを起こした形跡がない事、脆弱な地盤は範囲が狭いなどの検査結果を示した。これを基にして現在深度50mまでの地滑り域に対する恒久的地滑り対策を実施している。
だが、公共事業の問題点追求を全国的に展開している「国土問題研究会」などは建設省（国土交通省）の対応について、地滑り危険度や地滑り対策の十分な検討を待たずに建設を急いだ事、亀裂が発生した後直ちに湛水を中止しなかった事などを厳しく非難している。白屋地区住民は全戸の永久移転を7月には要望し、10月末には国土交通省も白屋地区の土地買い上げと全戸移転を骨子とした補償策を受け入れたが、現在に至るまで恒久的移転は実現していない。この事についても厳しく糾弾を行っている。また、大滝ダムだけに依存しない治水対策の必要性も訴えている。具体的には狭窄部を開削し湛水被害を防ぐ事や、下流部の内水氾濫対策などを行い水害の危険度を分散させ、治水安全度を高めることでダムへの治水依存を軽減させるというものである。
当初の建設事業費は230億円とされていたが、現在では3640億円まで増額されている。

### 訴訟
また、この地すべり問題に関連して、移転を強いられた元の住民30人が、国に対し約9,000万円の支払いを求める訴訟を起こした。一審の奈良地裁は、2010年3月に、地すべりの予見性を認めたものの住民の損失は既に補償されているものとして、住民側の訴えを退けた。二審の大阪高裁は、2011年7月13日に、仮設住宅への避難を余儀なくされた精神的な損害、国の過失を認め約1,200万円の支払い（1人あたり100万円）を命じた。ただし、原告が求めた墓地などの移転費用は、既に補償が行われた範囲だとして認めていない。住民、国双方が上告しなかったため、同年7月28日に判決が確定している。ダム建設を巡る訴訟で住民の訴えを認めたケースは、日本では初のことである。